# Linas Pilibaitis
Linas Pilibaitis (* 5. April 1985 in Kretinga) ist ein litauischer Fußballspieler. Er spielt seit 2014 bei VMFD Žalgiris Vilnius in der A Lyga, der höchsten litauischen Spielklasse.

## Karriere
Pilibaitis begann seine Karriere beim FBK Kaunas. Bereits in der ersten Saison konnte er den Meistertitel feiern, weiters wurde der Supercup gewonnen. 2003 konnte der Meistertitel verteidigt werden. 2004 wurde er vom FBK an Atlantas Klaipėda verliehen. Der Verein konnte mit dem zentralen Mittelfeldspieler überraschend Platz drei erreichen. In der Saison 2005 war er wieder im Kader von Kaunas, in dieser Saison wurde man Vizemeister, der Verein konnte aber den Pokal gewinnen. 2006 wurde wieder die Meisterschaft gewonnen, sowie abermals der Supercup.
Im Januar 2007 wurde er an den schottischen Klub Heart of Midlothian verliehen. Sein Debüt in der schottischen Premier League gab er am 5. März 2007 gegen den FC Motherwell, als er durchspielte und eine gelbe Karte erhielt. Das Spiel in Motherwell wurde 2:0 gewonnen. Am Ende der Saison wurden die Hearts Vierter. Er kehrte im Sommer 2007 zu Kaunas zurück und konnte seinen vierten Meistertitel feiern. 2008 wurde man Vizemeister und Pokalsieger. Weiters war er in dieser Saison mit Kaunas relativ erfolgreich in der UEFA-Champions-League-Qualifikation unterwegs, als er in sechs Einsätzen fünf Tore erzielte (je zwei Treffer in den beiden Spielen gegen den FC Santa Coloma aus Andorra und den entscheidenden Treffer gegen die Glasgow Rangers, welche überraschend ausgeschaltet wurden).
Im Januar 2009 wechselte er nach Ungarn und unterschrieb bei Győri ETO FC, mit welchen er in seiner ersten Saison Platz drei erreichte.
Für Litauen spielte er bisher 16 Mal. Sein Debüt gab er am 1. März 2006 gegen Albanien, als er in der 60. Minute für Mantas Savėnas eingewechselt wurde. Das freundschaftliche Länderspiel in Tirana wurde 2:1 gewonnen.

## Erfolge
- Litauischer Meister 2002, 2003, 2006, 2007
- Litauischer Pokalsieger 2005, 2008
- Litauischer Supercupsieger 2002, 2006